# Obeidia tigrata
Obeidia tigrata är en fjärilsart som beskrevs av C och S 1888. Obeidia tigrata ingår i släktet Obeidia och familjen mätare. Inga underarter finns listade i Catalogue of Life.